# Orquestra Barroca Catalana
L'Orquestra Barroca Catalana és una orquestra catalana dedicada a divulgar i recuperar repertori de la música barroca dels segles XVII i XVIII, interpretada amb instruments d'època. Fou fundada per Sergi Casademunt i Fiol i Santi Aubert i Vayreda l'any 1993.
Del repertori interpretat cal assenyalar la Passió segons sant Joan, El Messies de Georg Friedrich Händel, el Rèquiem de Wolfgang Amadeus Mozart i la Missa Nelson de Franz Joseph Haydn. Han treballat amb directors com Barry Sargent, Manuel Valdivieso, Jordi Casas i Josep Vila i Casañas, entre d'altres, i hi han col·laborat com a solistes Raquel Andueza, Marta Matheu, Pau Bordas i Lluís Vilamajó. A més dels clàssics del repertori barroc popular, recreen obres inèdites i contribueixen a fer renéixer obres oblidades, retrobades al fons de calaixos i arxius. Així, el 2011 l'orquestra va recrear l'Stabat Mater i el Salve Regina, una integral de la música religiosa retrobada dels germans Josep i Manuel Pla i Agustí, per a veu solista i orquestra. El disc de l'enregistrament a l'auditori de Vic va rebre el premi Enderrock 440 Clàssica 2011. El 2014 va seguir, junt amb l'Ensemble Antiphona de França, la recreació de la Missa ZWV 9 de Jan Dismas Zelenka (1679-1726), un compositor txec de qui s'està recuperant molta de la seva obra. L'orquestra ha participat en festivals i cicles de concerts com el Festival de Música Antiga dels Pirineus i el festival Musique en Catalogne Romane a Elna.

## Discografia
- Stabat Mater i Salve Regina, de Josep (1728-1762) i Manuel Pla i Agustí (c.1725-1766), 2011, solistes Raquel Andueza i Pau Bordas[12]